# Provincia de Sa Đéc
La provincia de Sa Đéc (en vietnamita: Sa Đéc) fue una antigua provincia de la República de Vietnam.

## División administrativa
En 1971 la provincia tenía una superficie total de aproximadamente 78.920 ha, dividida en 4 distritos y 36 comunas.  La población se estima en 315,556 personas, divididas de la siguiente manera:
1. Distrito Đức-Thịnh, una población de 132,102 personas incluye: Comuna An-Presidente, Comuna Tân-Hiệp, Comuna Bình-Tiên, Comuna Tân-Phú-Trung, Comuna Tân-Xuân, Comuna Tân-An-Trung, Xã  Tan-Dong, Tan-My Commune, Tan-Khanh Commune, Tan-Khanh-Tay Commune, Tan-Vinh-Hoa Commune, Hoa-Thanh Commune, Tan-Duong Commune.
2. Distrito Đức-Thành, una población de 69.361 personas, entre ellas: Xã Tân-Thành, Xã Long-Hậu, Xã Vĩnh-Thới, Xã Tân-Hòa-Bình, Xã Hòa-Long, Xã Tân-Phước, Xã Long-  Thắng, Xã Phong-Hòa.
3. El distrito de Duc-Ton tiene una población de 43,521 personas: comuna Phu-Huu, comuna An-Nhon, comuna Tan-Nhuan-Dong, comuna An-Phu-Nhuan, comuna An-Khanh, comuna Hoa-Tan, comuna Phu  -Largo
4. Distrito de Lap-Vo, la población de 70,569 incluye las comunas de: Comuna Binh-Thanh-Dong, Comuna Binh-Thanh-Tay, Comuna Binh-Thanh-Trung, Social-An-Dong, Comuna My-An-Hung, Comuna  Định-Yên, Xã Vĩnh-Thạnh, Xã Long-Hưng.
Particularmente en la ciudad de Sa Dec, la población es de aproximadamente 50,000 personas.
- Datos: Q7395508
- Multimedia: Sa Đéc province / Q7395508